# Протипролежневий матрац

Принцип дії протипролежневого матрацу

Протипролежневі матраци — спеціальні медичні матраци, функцією яких є запобігти утворенню пролежнів у знерухомлених хворих.

## Будова
Протипролежневі матраци включають в себе пневматичний компресор. Сам матрац, який виготовляється з різних матеріалів, як правило з нейлону, чи полівінілхлориду (ПВХ) з антибактеріальною обробкою.

## Принцип дії
Принципом дії матраців є повітряна флотація. За допомогою компресора в окремі частини матраца почергово вдувається та видувається повітря. Це не дає можливості шкірі довгий час бути притисненою до однієї поверхні, що є головною причиною виникнення пролежнів.
Принципи повітряної флотації:
- ступені свободи — матрац складається з окремих вічок, які рухаються незалежно одна від одної, дозволяючи кожному вічку, обертатися, згинатися, скручуватися, абсолютно точно адаптуючись до форми й анатомії тіла пацієнта;
- низький поверхневий тиск — конструкція вічок дозволяє занурюватися в матрац без деформації тканини пацієнта, але з підлаштуванням форми матрацу до тіла людини. Таким чином, зводиться до мінімуму можливість пошкодження шкіри;
- постійна виштовхуюча сила — коли пацієнт занурений у виріб ROHO, виштовхуюча сила і тиск, що діють на пацієнта з боку подушки, однакові у всіх її місцях. Таким чином, досягається стійкість і стабільність. Шляхом занурення в подушку збільшується площа зіткнення і розподіл тиску, зводячи його до мінімуму в усіх точках;
- низький ризик пошкодження шкіри і її тертя — комбінація властивостей виробу (слизька поверхня і незалежний рух часток) значно знижує тертя і ризик пошкодження шкіри при русі пацієнта. Адже пошкодження та розриви шкіри виникають внаслідок дії протилежних, але паралельно направлених, сил, зустрічаються в одній точці і в результаті блокують циркуляцію крові.

## Види

### Комірковий
Коміркові протипролежневі матраци, складаються з невеликих комірок. Пневматичний компресор подаючи та випускаючи в окремі групи комірок (як правило в шаховому порядку) повітря змінює тиск тіла на поверхню матраца. Цей вид матраців — здебільшого дешеві моделі, мають спільне полотно матраца, тому при пошкодженні однієї комірки в негідність приходить вся група комірок. Більш дорогі варіанти не мають цього недоліку. Коміркові матраци більше підходять для профілактики та лікуання пролежнів 1-2 стадії. І для пацієнтів з вагою до 100 кг.

### Трубчатий

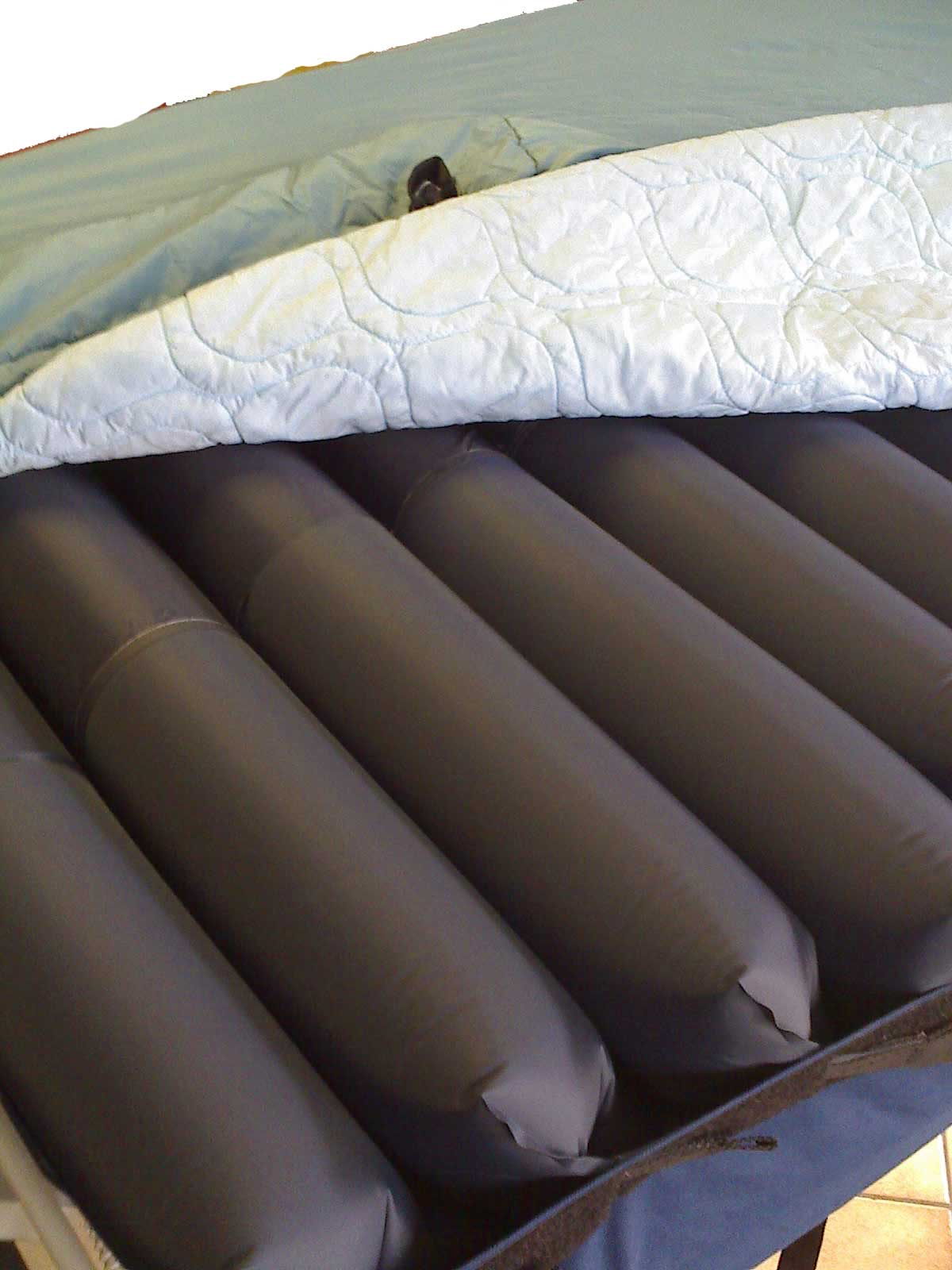
Трубчатий протипролежневий матрац

Трубчаті протипролежневі матраци, складаються з окремих камер у вигляді трубок. Пневматичний компресор подаючи та випускаючи в окремих групах трубок повітря змінює тиск тіла на поверхню матраца. Цей вид матраців, як правило, складається з окремих, незалежних одна від іншої камер-трубок, що надає можливість при пошкодженні однієї з них, швидко замінити на нову. Трубчаті матраси рекомендується для пацієнтів з вагою понад 100 кг. І незамінні при лікуванні пролежнів 2-4 стадії.

### З обдувом
Коміркові та трубчаті матраци поділяються на матраци з обдувом і без нього. Матраци з обдувом мають цілий ряд переваг над матрацами без обдува. Обдув в протипролежневому матраці реалізується шляхом наявності спеціальних мікроотворів зроблених лазером і непомітних «неозброєним оком», через які відбувається циркуляція повітря. Це сприяє додатковому живленню шкірних покривів, і меншому потінню хворого.